# Meßdorf
Meßdorf là một đô thị thuộc huyện Stendal, bang Sachsen-Anhalt, Đức. Đô thị Meßdorf có diện tích 27,89 km², dân số thời điểm ngày 31 tháng 12 năm 2006 là 720 người.